# Równina Piotrkowska
Równina Piotrkowska (318.84) – kraina geograficzna w południowej części Niziny Mazowieckiej, na obszarze Wzniesień Południowomazowieckich. Na północy graniczy z Wzniesieniami Łódzkimi, na zachodzie z Wysoczyzną Bełchatowską, a na wschodzie z Doliną Białobrzeską. 

## Ukształtowanie powierzchni
Równina Piotrkowska jest w przeważającej części płaska z lokalnymi obszarami falistymi. W krajobrazie dominującą rolę odgrywa piaszczysta równina, o znacznym zalesieniu. Lasy równiny stanowią fragmenty dawnych puszcz (Lasy Sulejowskie i Spalskie).

## Wody
W południowo-wschodniej części Równiny Piotrkowskiej płynie Pilica, w której biegu, pomiędzy Sulejowem a Smardzewicami, utworzono sztuczny zbiornik wodny Zalew Sulejowski.

## Ludność i gospodarka
Głównymi miastami są Piotrków Trybunalski, Tomaszów Mazowiecki, Koluszki i Sulejów